# Hachette Filipacchi Médias
Pour les articles homonymes, voir Hachette et HFM.
Hachette Filipacchi Médias (HFM) est une ancienne entreprise d'édition et de publications périodiques française dont les origines remontent à 1964, née du rapprochement entre le groupe dirigé par Daniel Filipacchi et le groupe Hachette.
Avec 260 titres publiés dans 34 pays, elle fut un temps le premier éditeur mondial de magazines. 
Le 26 octobre 2007, la société qui appartient au groupe Lagardère prend le nom de Hachette Holding puis est dissoute dix ans plus tard, le 31 décembre 2017. Une partie des titres du groupe est alors cédée, l'autre reste sous le contrôle de Lagardère News.

## Histoire du groupe

### Origines
Avant la fusion en 1964, le groupe prend sa source dans deux entités éditoriales : la maison Hachette (né en 1826) et le groupe fondé par Henri Filipacchi, que reprend son fils Daniel. La société est immatriculée le 19 mars 1964 puis fusionne en 1980 avec Matra, toujours en association avec Frank Ténot et Daniel Filipacchi.

### Développement
En 1997, le rapprochement de Hachette Filipacchi Presse et de Filipacchi Médias donne naissance à Hachette Filipacchi Médias. Le 26 octobre 2007, la société prend le nom de Hachette Holding puis dissoute 10 ans plus tard, le 31 décembre 2017.

### Restructuration et dissolution
En décembre 2005, Hachette Filipacchi Médias recrute Bertrand Eveno, énarque, président-directeur général de l'Agence France-Presse depuis 2000, pour diriger le pôle « Image », qui comprend notamment l'Agence Gamma et l'Agence Rapho. Après un « plan de sauvegarde de l'emploi » , Hachette Filipacchi Photos est racheté, l'année suivante, par le fonds d'investissement Green Recovery, spécialisé dans les restructurations et rachats d'entreprises en faillite. Le 13 septembre 2006, Arnaud Lagardère, propriétaire de Lagardère SCA, annonce la « convergence »  de ses filiales Hachette Filipacchi Médias et Lagardère Active (qui regroupe les radios, télévisions et les activités Internet de Lagardère SCA). À cette occasion, le poste de PDG de HFM, jusqu'alors occupé par Gérald de Roquemaurel, confie à Didier Quillot, PDG du groupe de téléphonie Orange France. Selon les quotidiens Le Monde  et Le Figaro , cette « convergence » serait le prélude à un rapprochement des activités presse et audiovisuel de Lagardère SCA.
Les titres quotidiens de Lagardère SCA ont été vendus le 13 août 2007 au Groupe Hersant Média.
En 2014, Lagardère vend Maison & Travaux, Le Journal de la maison, Première, Psychologies magazine, Campagne décoration, Mon Jardin & Ma Maison, Be, Auto Moto, Union, Pariscope, aux groupes Rossel et Reworld Media.
Disney Hachette Presse, filiale de Hachette Filipacchi Médias et de Disney (Hachette et Disney avait un partenariat qui remonte à 1934), a été vendue en 2019 à Unique Heritage Entertainment.

## Titres des publications (1964-2007)
Cette catégorie regroupe une partie des périodiques fondés, développés ou rachetés par HFM, incluant donc les titres disparus ou revendus. 

### Exemples de titres édités en France
Par ordre alphabétique :
- Art & Décoration, vendu à Czech Media Invest
- Choc
- Guts
- L'Écho des savanes, vendu à Glénat en 2006
- Elle
  - Elle à Paris, suspendu en 2007
  - Elle Décoration
- Entrevue, vendu à la Société de conception de Presse (SCP, Gérard Ponson) en 2007
- France Dimanche
- Ici Paris
- Isa, suspendu en 2007
- Jeune et Jolie, suspendu en 2010
- le Journal de Mickey, fusion avec Unique Heritage Entertainment en 2019
- Le Journal du dimanche
- Maximal, racheté par la société éditrice de Playboy
- Groupe Nice-matin, vendu au Groupe Hersant Média en 2007
- Ohla !, suspendu en 2004
- Onze Mondial, vendu à Horizon Média
- Parents
- Paris Match
- Picsou Magazine, fusion avec Unique Heritage Entertainment en 2019
- Photo
- Première, vendu au Groupe Hersant Média en 2007
- La Provence
- Public
- Télé 7 Jours
- Top Famille Magazine, suspendu en 2007
- TV Hebdo
- Union
- Version Femina (avec la Socpresse)

### Distribution
Lagardère SCA possède jusqu'en 2011, 49 % de Presstalis, coopérative d'éditeurs chargée de la distribution de la presse au niveau national. Le groupe est son opérateur industriel, chargé de la vente au numéro.

## Dans le monde
- États-Unis : Hachette Filipacchi Media U.S., revendue en 2011 à Hearst Corporation
- Espagne : Hachette Filipacchi S.A.
- Italie Rusconi Editore
- Japon Hachette Fujingaho